# Mer de Béring
Pour les articles homonymes, voir Béring.
La mer de Béring, ou mer de Behring, est une  mer bordière de l'océan Pacifique située entre le Tchoukotka et le Kamtchatka (Russie) à l'ouest, et  l'Alaska (États-Unis) à l'est, depuis les îles Aléoutiennes (partagées entre la Russie et les États-Unis) au sud jusqu'au cercle polaire arctique qui la limite au nord et la rend limitrophe de la mer des Tchouktches. 
Elle couvre plus de 2 292 000 km2. C'est une zone écologiquement riche grâce à ces eaux froides riches en oxygène et nutriments, mais qui est depuis quelques décennies (avec le golfe d'Alaska) la plus affectée au monde par le réchauffement des mers, avec notamment des records battus en 2016-2017. Ce réchauffement a clairement une cause humaine selon une étude récente de 2018,.

## Géographie
L'Organisation hydrographique internationale définit les limites de la mer de Béring de la façon suivante :
- au nord : le cercle polaire arctique entre la Sibérie et l'Alaska ;
- au sud : une ligne partant de Kabuch Point (54° 48′ 56″ N, 163° 21′ 47″ O) , sur la péninsule de l'Alaska, se poursuivant d'île en île à travers les îles Aléoutiennes jusqu'aux extrémités sud des îles Komandorski et se terminant au cap Kamtchatskiy (56° 00′ 29″ N, 163° 02′ 58″ E) , de telle manière que tous les détroits compris entre l'Alaska et la péninsule du Kamtchatka soient inclus dans la mer de Béring.

Les interactions entre les courants, les glaces, les reliefs des fonds marins et la météo font de cette mer un très riche écosystème. Elle comprend le profond bassin de Béring au sud-ouest qui remonte assez brusquement à l'approche des côtes et un grand plateau continental au nord-est.

### Îles
- îles Aléoutiennes :
  - îles Komandorski ou îles du Commandeur :
    - île Béring,
    - île Medny ;
- Îles Diomède :
  - Grande Diomède,
  - Petite Diomède ;
- île Hagemeister ;
- île de Hall ;
- île Karaguinski ;
- île King ;
- île Nunivak ;
- îles Pribilof :
  - île Otter,
  - île Saint-Georges,
  - île Saint-Paul,
  - île Walrus ;
- île Saint-Laurent ;
- île Saint-Matthieu ;
- île Stuart ;
- Île Verkhotourov

## Histoire
Durant la dernière période glaciaire, entre il y a environ 110 000 ans et 10 000 ans, le niveau de la mer fut assez bas pour que des êtres humains et d'autres espèces comme les mammouths laineux ou les bisons des steppes puissent franchir ce qui est aujourd'hui un détroit et ainsi rejoindre l'Asie ou l'Amérique du Nord par un pont terrestre appelé Béringie. Une reconstitution de la zone telle qu'elle était il y a 18 000 ans a été réalisée par une équipe de la Commission géologique du Yukon en 2019 grâce à des données bathymétriques et des relevés satellites. Cette étude a permis de créer une carte du paléodrainage de la Béringie qui indique les zones qui étaient au-dessus du niveau de la mer et recouvertes par de la glace.
La mer porte le nom du danois Vitus Béring qui fut le premier Européen connu à l'explorer.

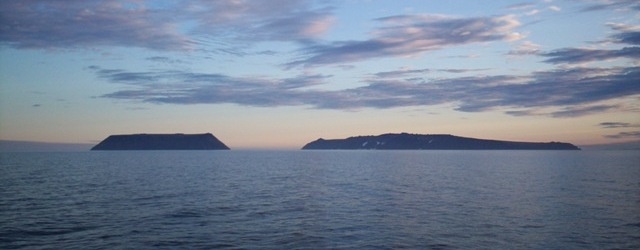
Les îles Diomède en mer de Béring (2006).

Depuis la vente de l'Alaska aux États-Unis en 1867, la mer de Béring se partage entre les juridictions américaine et russe avec une zone centrale en eaux internationales, le « Donut Hole ». De nombreux ports et exploitations de pêche existent le long des côtes de l'Alaska et du Kamtchatka, la mer de Béring étant l'une des plus poissonneuses au monde.

## Biodiversité et climat

### Biodiversité
La mer de Béring est un point chaud de biodiversité et de biomasse halieutique, accueillant de nombreuses espèces animales et végétales en dépit du caractère froid de ses eaux.

Beaucoup de baleines, phoques, ours, orques y sont présents et s'y reproduisent, grâce au krill notamment.
Près de 20 millions d'oiseaux (dont la mouette tridactyle) ont pour habitat cette région du monde.

La diversité des poissons y est élevée, avec à peu près 419 espèces répertoriées. Les écologues s'inquiètent toutefois des assauts des pêcheurs sur la région, attirés par ces eaux parmi les plus poissonneuses de la planète et plus facile à exploiter en raison du recul des glaces (un accord entre les deux puissances côtières, les États-Unis et la Russie, est nécessaire car elles y réalisent au début du XXIe siècle plus de 50 % de leurs captures de pêche, avec déjà une situation probable de surpêche.
L’océan Pacifique et la mer de Béring ont une densité et une composition chimique différentes mais aussi des qualités particulières et un niveau de salinité propre. On peut le juger par leur couleur respective qui ne sont pas du tout identiques. La frontière entre les deux eaux, avec des caractères physiques et biologiques distincts, est connue sous le nom de Cline. Les Haloclines, les frontières entre des eaux dont le niveau de salinité diffèrent, sont les plus spectaculaires et c’est ce que l’on voit au niveau de l’océan Pacifique et la mer de Béring . Les couches d’eau au niveau salin sont comme divisées par un fil transparent et chaque couche ayant sa flore et sa faune. Les Haloclines apparaissent quand l’eau d’un océan ou d’une mer est au moins 5 fois plus salée que dans une autre.

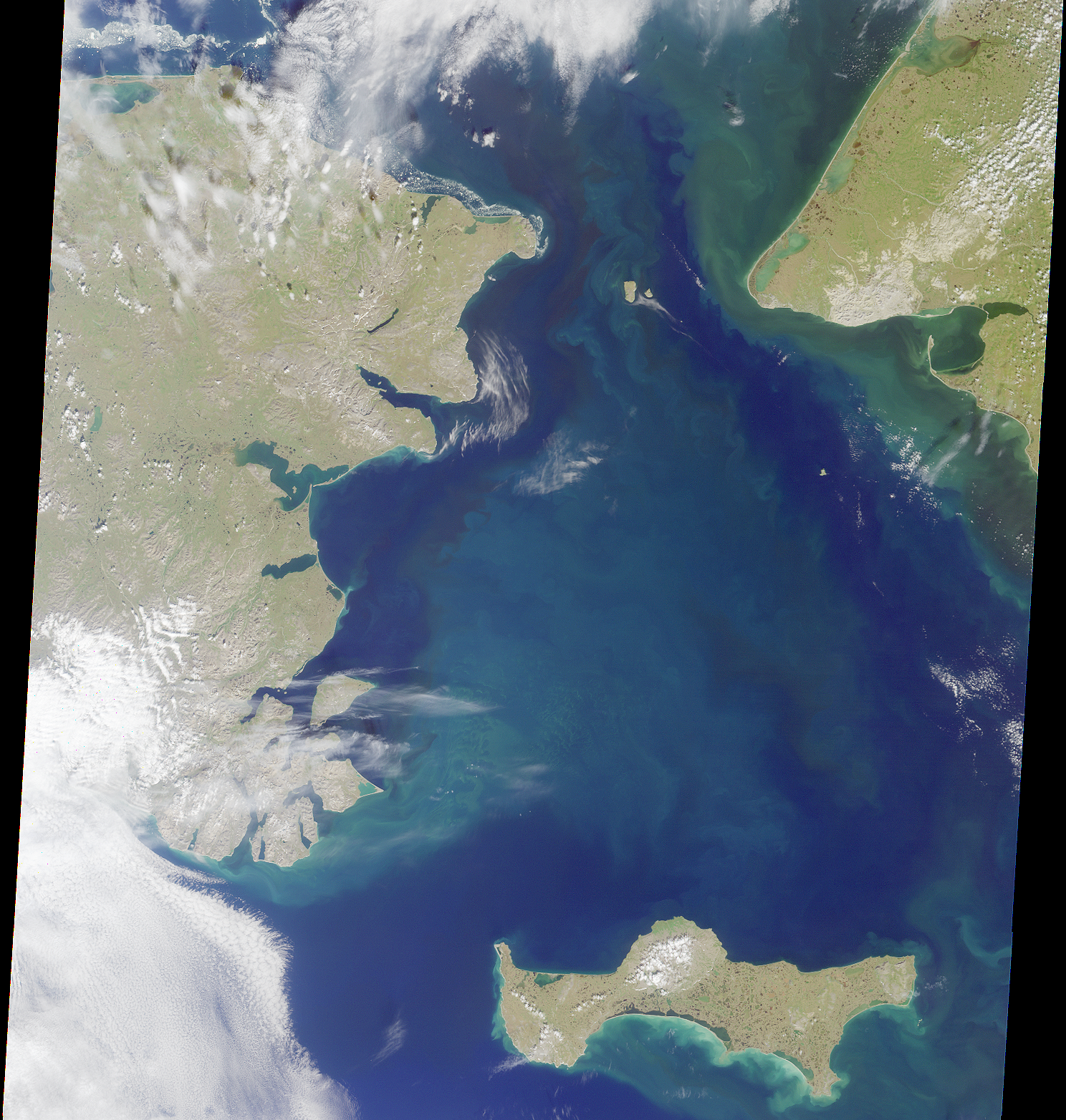
Différence des eaux

La différence de densité de l’eau des deux océans n’est pas importante au point d’être scindés en deux couches horizontales et pourtant elle suffit à ce que les deux eaux ne se mélangent pas.

### Climat
Le dérèglement climatique affecte cependant les équilibres écologiques et climatiques du biome arctique avec en particulier une augmentation de la température de l'eau très nette depuis 2014 de la mer de Bering qui est celle qui se réchauffe le plus vite dans le monde (avec le golfe d'Alaska qu'elle jouxte).

Pour la première fois une étude scientifique publiée début 2018 a conclu que la responsabilité des activités humaines a créé un nouveau régime du climat dans le monde, qui exacerbe sa variabilité naturelle, et la mer de Bering et l'un des deux endroits au monde où ce réchauffement anthropique s'est manifesté en 2016 (et en 2017 confirmera l'OMM peu après).
Le régime normal des glaces de mer n'a pas montré de signe de restauration en 2016, ni en 2017.
C’est selon cette étude après de premiers signes dans les années 1960 et clairement à partir de 1980 que le transport, le chauffage et d’autres sources de gaz à effet de serre, ainsi que la destruction d’une partie des puits de carbone mondiaux semblent avoir - selon tous les modèles disponibles - commencé à « pousser » le climat hors du domaine de sa variabilité naturelle. Pour la première fois, des scientifiques se montrent certains que le forçage anthropique du climat a dépassé nettement le forçage naturel, et que le réchauffement attribué à El Niño dans l’est du Pacifique tropical en 2015-2016 et les températures anormalement chaudes de la mer de Béring n’auraient pas pu porter les températures mondiales à de tels niveaux (records) s’il n’avait été d'abord amplifié par plus d'un siècle d'émissions de gaz à effet de serre.
En 2019, la quantité de glace sur la mer de Bering est trois fois plus faible que la normale.

### Télévision
Depuis 2005, Discovery Channel tourne l'émission de télé-réalité "Péril en haute mer".

La série suit quelques bateaux naviguant sur la mer de Béring pendant les deux dangereuses saisons de pêche au crabe ayant lieu en octobre pour le Crabe royal et en janvier pour le C. opilio, Ces deux pêches forment chacune une demi-saison de la série.